# Вільям Чеселден

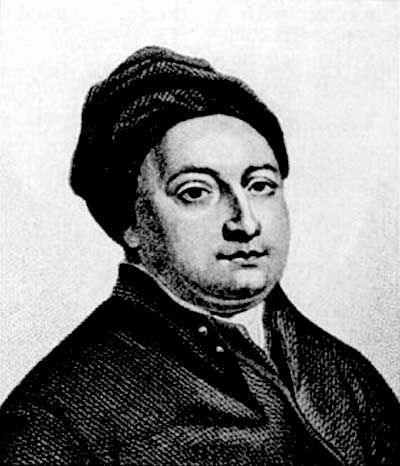
Вільям Чеселден, до 1746 року

Вільям Чеселден (народився 19 жовтня 1688 у Сомербі поблизу Берроу-он-Хілл, Лестершир; † 10 квітня 1752 у Баті, Сомерсет) — англійський хірург і анатом, який відіграв важливу роль у становленні хірургії як медичної науки, а також зробив великий внесок в офтальмологію. 

## Життя
Починаючи з 1703 року,  Чеселден вивчав у Лондоні анатомію під керівництвом Вільяма Каупера (1666–1709), а з 1710 року вже вів лекції з анатомії. У 1713 році він опублікував свою працю «Анатомія людського тіла», що набула великої популярністі та яку було опубліковано у 13 виданнях. Основною причиною популярності твору було те, що він був написаний англійською мовою, а не латиною, що зазвичай використовувалась на той час. У 1718 році Чеселдена було призначено асистентом хірурга в лікарні Святого Томаса в Лондоні. Наступного року він став хірургом і був призначений до новозбудованої лікарні Святого Георгія в 1734 році. У 1710 році його прийняли до Лондонської гільдії цирульників, а в 1712 році обрали до Королівського товариства як вченого. У 1729 став членом-кореспондентом Академії наук. Чеселден також був особистим хірургом королеви Англії. 

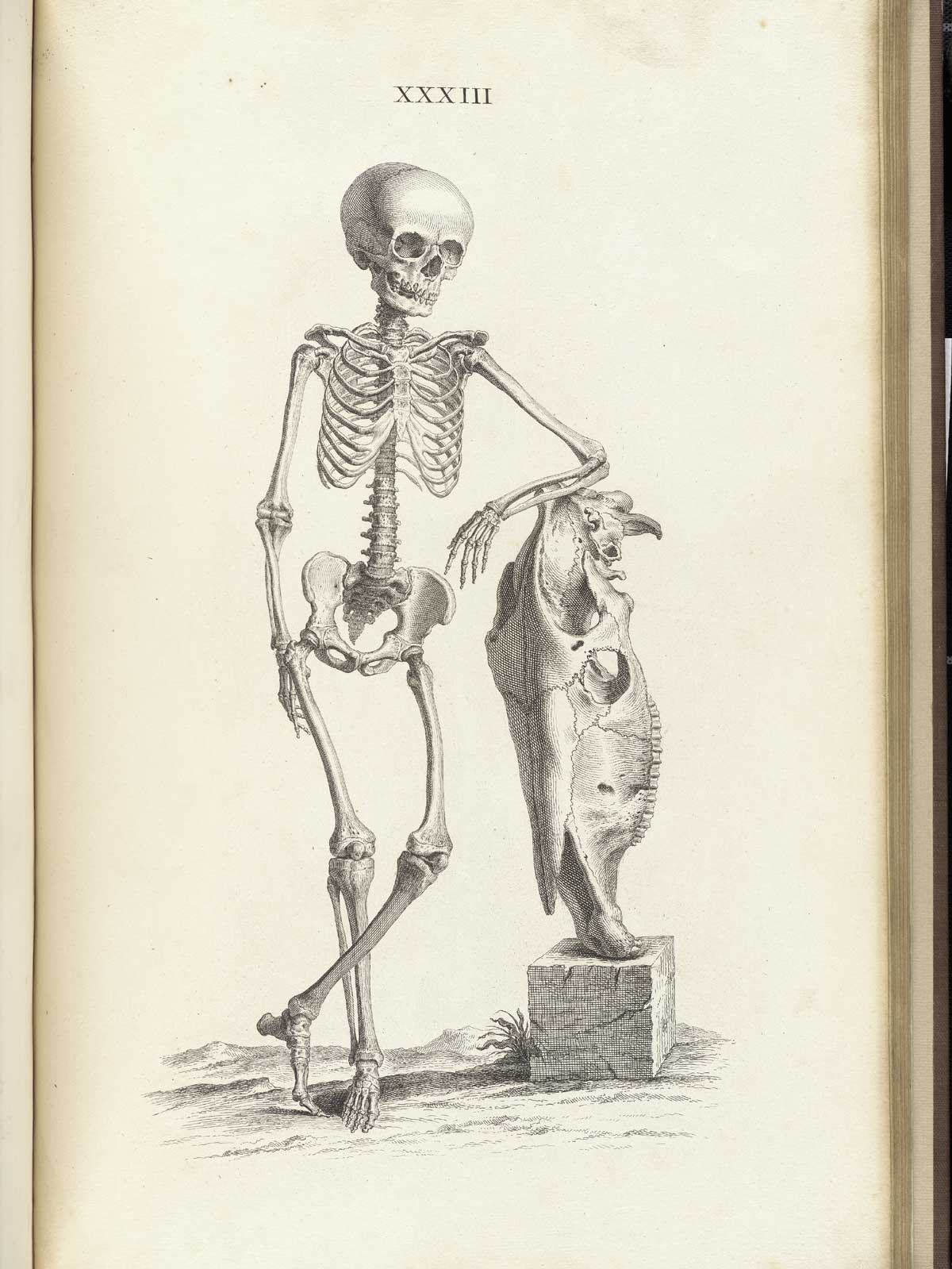
Ілюстрація – Остеологія

У 1733 році він опублікував книгу "Остеологія або Анатомія кісток", перший повний і правильний опис анатомії людського скелета. 
У 1738 році Чеселден покинув лікарню Святого Томаса в Лондоні і почав працювати у Королівському шпиталі в Челсі. У 1744 році він був обраний до керівництва гільдії цирульників та зробив великий внесок у відокремлення перукарів від хірургів і заснування свого власного товариства хірургів у 1745 році. Пізніше ця організація перетворилася на важливий Королівський коледж хірургів в Англії.
Вільям Чеселден помер у Баті (Сомерсет) у 1752 році.
Серед учнів Чеселдена були: Альбрехт фон Галлер, Джон Хантер, Шарп, який працював у лікарні Гая та опублікував першу сучасну англійську хірургічну теорію в 1740 році, і Олександр Монро І, професор анатомії та хірургічної клініки в Единбурзі.

## Досягнення
Чеселден відомий завдяки тому, що винайшов метод бічного розрізу каменів сечового міхура (літотомія як бічний розріз каменів) для видалення каменів сечового міхура.  Вперше він провів цю операцію, яка характеризувалася короткою тривалістю (хвилини замість годин) і низьким рівнем смертності (менше 10%), у 1727 році. Метод Чеселдена також використовувався в паризькій лікарні Шаріте на початку 1730-х років. У середині XVIII століття цей метод став улюбленим і в Англії, де лондонський хірург сер Вільям Бромфілд (1712–1793)  використовував чотирилопатевий пінцет, і в Німеччині (наприклад, у Йоахіма Фрідріха Генкеля ).  Уже в 1723 році Чеселден розробив надлобкову маніпуляцію. Свої знання про неї він опублікував у  своїй роботі «Трактат про високу операцію для каменю».
У своєму вченні про анатомію він вперше зазначив, що катаракта насправді розташована в кришталику ока перед склоподібним тілом. На той час це тільки набувало загального визнання . Крім цього Чеселден зробив важливий внесок в хірургію ока завдяки розробленій ним іридектомії, яку він вперше описав у своїй праці у 1728 році. Це означає, що певні види сліпоти, спричинені оклюзією, можна лікувати шляхом створення штучної зіниці. Про це Чеселден уже коротко згадував у своїй книзі з анатомії в 1718 році . Чеселден розробив апарат для лікування клишоногості, а також був першим, хто описав роль слиновиділення в травленні.
Він провідував Ісаака Ньютона під час його останньої хвороби та був хорошим другом Олександра Поупа та Ганса Слоуна.

Перше хірургічне втручання для відновлення зору
Чеселдону приписують перший відомий випадок проведення операції з повного відновлення зорової функції. У 1728 році було прооперовано тринадцятирічного хлопчика, якому відновили зір завдяки видаленню рогівки ока, яка стала непрозорою через катаракту від народження. Незважаючи на його юний вік, найпростіші візуальні сприйняття викликали у хлопчика труднощі. Опис результатів операції:
"Коли хлопчик вперше побачив, він настільки не міг орієнтуватися в просторі, що думав, що всі предмети, які він бачив, торкаються його очей одразу таким самим чином, як вони раніше торкалися його шкіри. Він вважав, що найприємнішими були гладенькі предмети правильної форми. Він не міг зрозуміти, що такого особливого було в предметах, які йому подобались: він зовсім не розумівся на формах, хоч наскільки б предмети не відрізнялися на форму чи величину. Але коли йому казали, що це за предмет, він уважно придивлявся і пізнавав його заново, оскільки раніше він знав цей предмет лише на дотик." 
Філософ Джордж Берклі стверджував, що його теорії про зір були підтверджені доповіддю Чеселдена 1728 року про цього пацієнта з вродженою катарактою. У 2021 році було вперше опубліковано ім'я пацієнта: Даніель Долінс. Берклі не знав, що родина Долінса мала численні соціальні зв'язки(серед них Александер Поуп та принцеса Кароліна. Принцесі власне і було представлено пацієнта), які привели їх до Чеселдона.  
У звіті, згаданому вище, було неправильно написано ім'я Чеселдена. Використовувалася мова написання, типова для Берклі, тож, можливо, насправді звіт був написаний ним. На жаль, Долінс так і не зміг бачити достатньо добре для читання і немає жодних доказів, що після операції його зір покращувався впродовж життя до самої смерті. Він помер у віці 30 років. 

## Праці
- Анатомія людського тіла. 1713; кілька видань.
- Статті в August Gottlieb Richter (ed.): Хірургічна бібліотека. 15 томів. Дітеріх, Геттінген 1771–1797.
- Переклад: Анрі Франсуа Ле Дран: Traité des operat. 1742 рік.